# 橫濱市立大學
横濱市立大學（英語：Yokohama City University，简称横市、市大和滨大）是日本的一所于1949年设立的公立大學。總校區位於神奈川縣横濱市金澤區瀨戶。

## 校史
横濱市立大學的是源自於1882年所創設的橫濱商法學校。起初這所學校是由地方性的商人所維持的。1888年學校改名為橫濱商業學校，為五年制的學校（14-19歲)，專門招收男生。1917年，橫濱商業學校改為市立。1921年，它成為了在日本唯一的七年制商業學校（12-19歲）。由於文部省要求學校把學制縮短到兩年、以及在日本商業學校規章（1921年）裡不准許商業學校為七年制，因此在1924年，橫濱商業學校成為了五年制加二年制的特殊學制。1928年，橫濱商業學校的特殊學制改為橫濱市立橫濱商業專門學校（Y專）。更名為橫濱市立經濟專門學校之後，在日本新制的教育系統裡，1949年「Y專」改制横濱市立大學。
另一個起源是自1874年創立的十全醫院。這間醫院在1891年改為市立。在1940年醫院有意建立其附屬醫校；在日本參與了第二次世界大戰（1941年）之後就更確立要建立。在1944年橫濱市立醫學專門學校創立，而十全醫院變為大學醫院。在1947年戰後，橫濱市立醫學專門學校改制為横濱醫科大學，一所市立大學，在1947年建立起三年制的預備科，於1949年建立起四年制的正式班。在1952年横濱醫科大學被併入橫濱市立大學。
在1949年橫濱市立大學只有一個學部：商學部。在1952年兩個學部成立（醫學部及文理學部）。横濱市立大學的近況列出於下：
- 1984年 - 木原生物學研究所成立。
- 1987年 - 福浦校區建立。
- 1995年 - 文理學部改為兩個學部: 國際文化學部，理學部。
- 2005年 - 三個學部（商學部，國際文化學部，理學部）合併成一個學部：國際總合科學部。
- 2019年 - 國際總合科學部改為三個學部：國際商學部，國際教養學部，理學部。

## 校區
截至2019年，横滨市立大学共设有4个校区，均位于神奈川县横滨市。

### 金泽八景校区
金泽八景校区位于神奈川县横浜市金泽区濑户22-2。由学部改组前的国际综合科学部、数据科学部、医学部（1年级）以及2019年4月新设的国际教养学部、国际商学部和理学部使用。
横滨市立大学的YCU广场即位于该校区内。除主教学楼、理学系研究楼和文科系研究楼外，校区内另设有食堂、学术情报中心、2座体育场和3栋学生社团专用楼等设施。

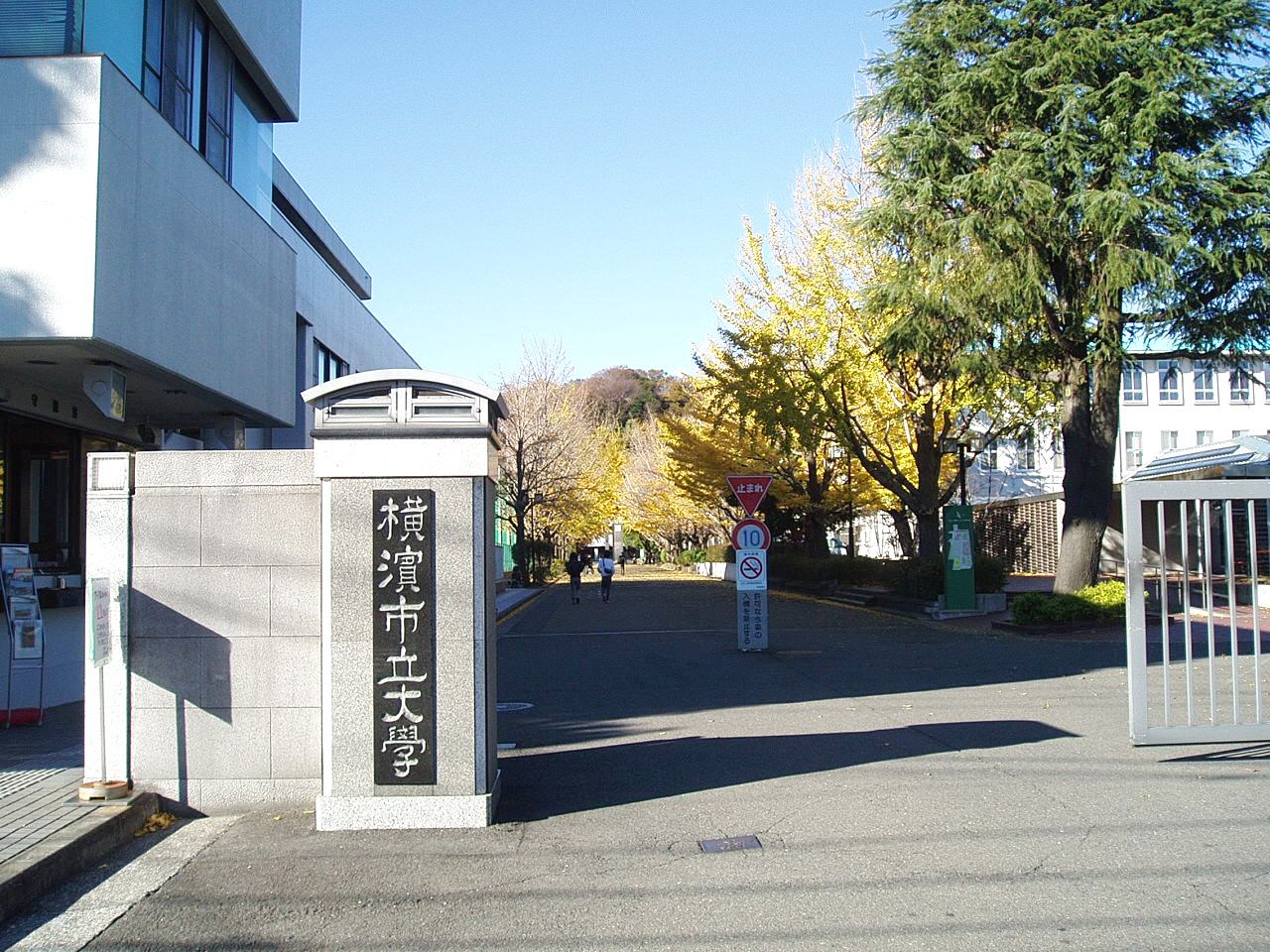
金泽八景校区正门
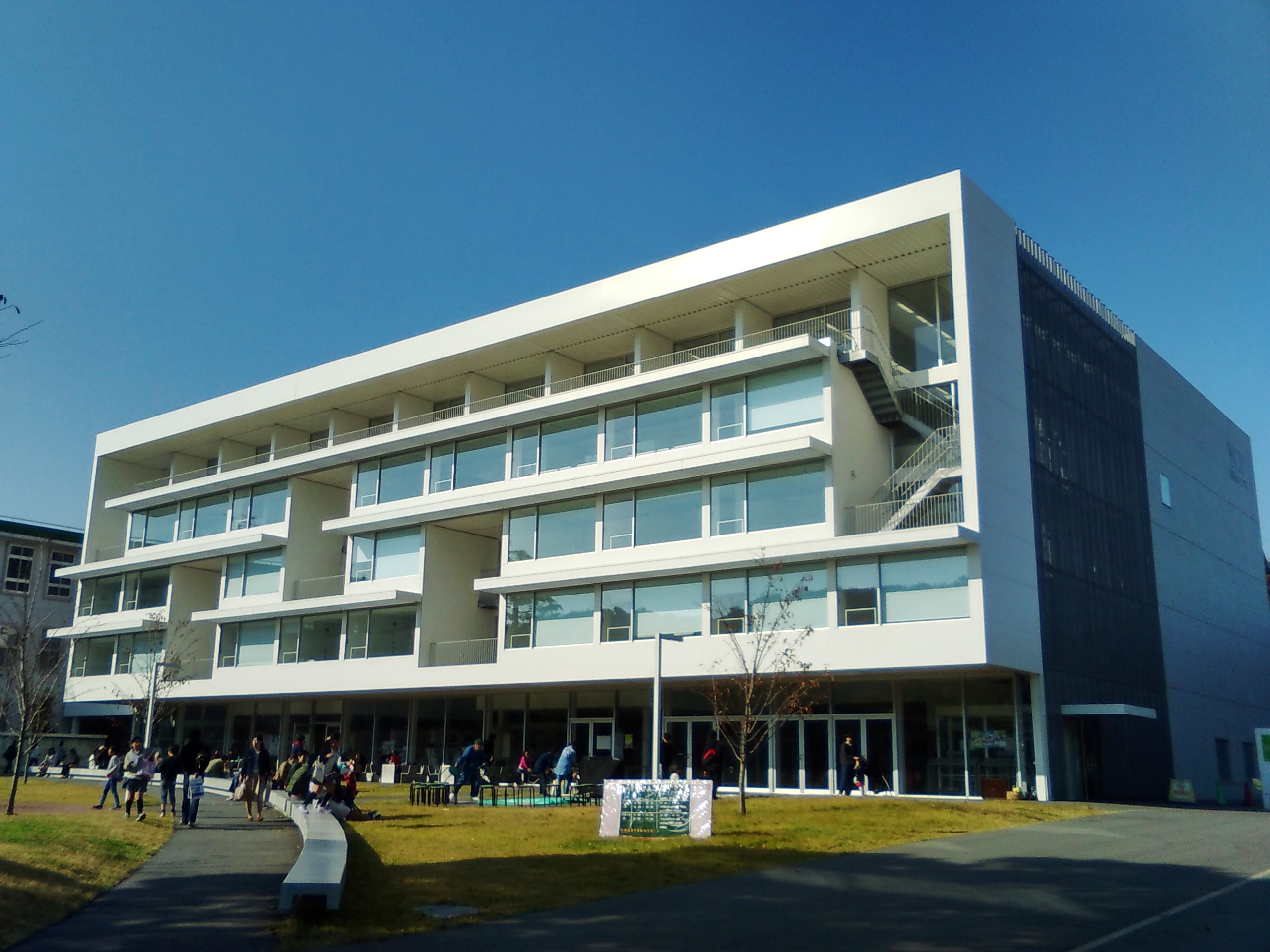
YCU广场
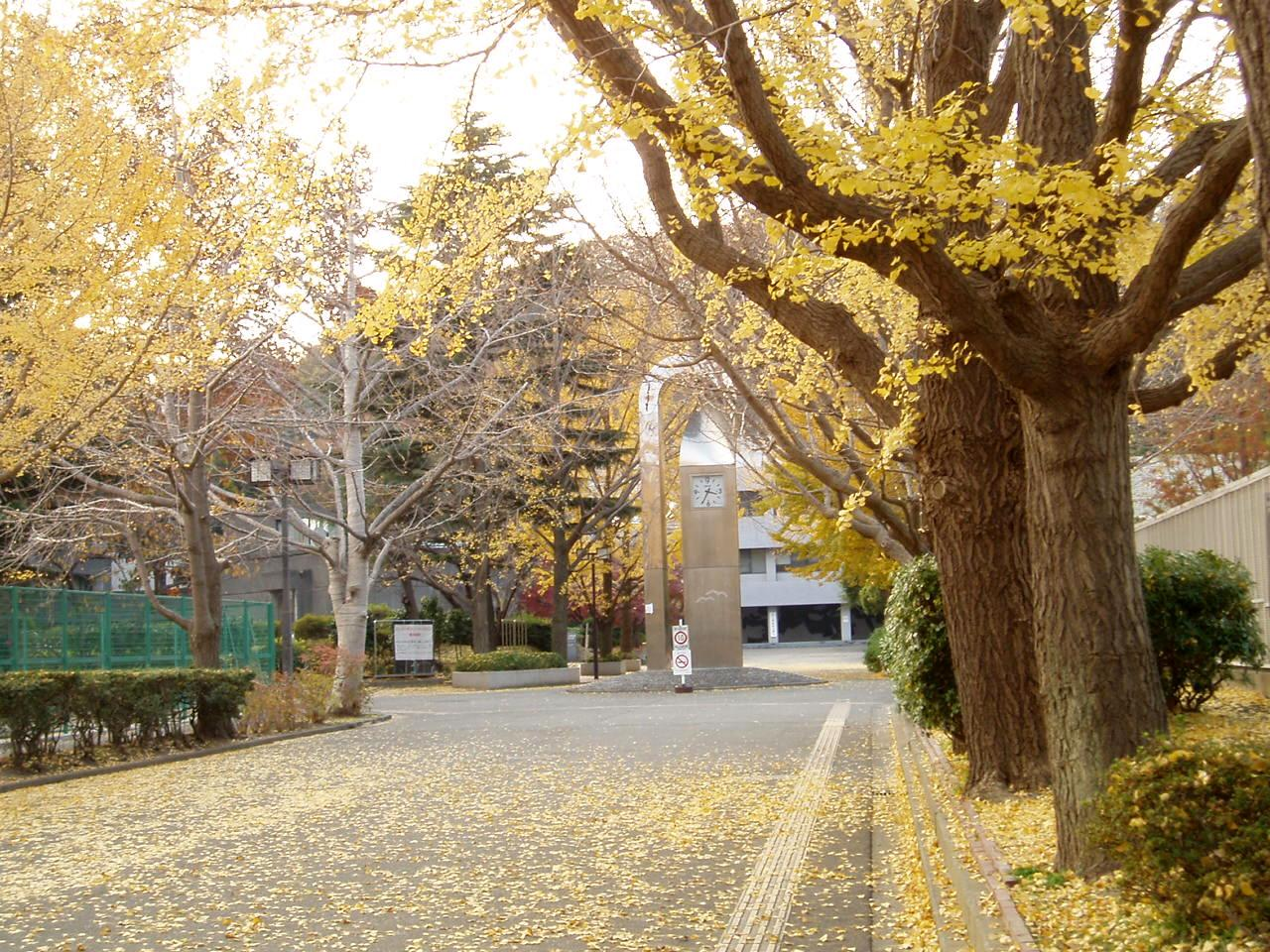
金泽八景校区银杏林荫道

### 福浦校区
福浦校区位于神奈川县横浜市金泽区福浦3-9。由医学部使用。
除基础研究楼、临床研究楼、实习楼、医学情报中心、动物实验中心等设施外，横滨市立大学附属医院亦位于该校区内。

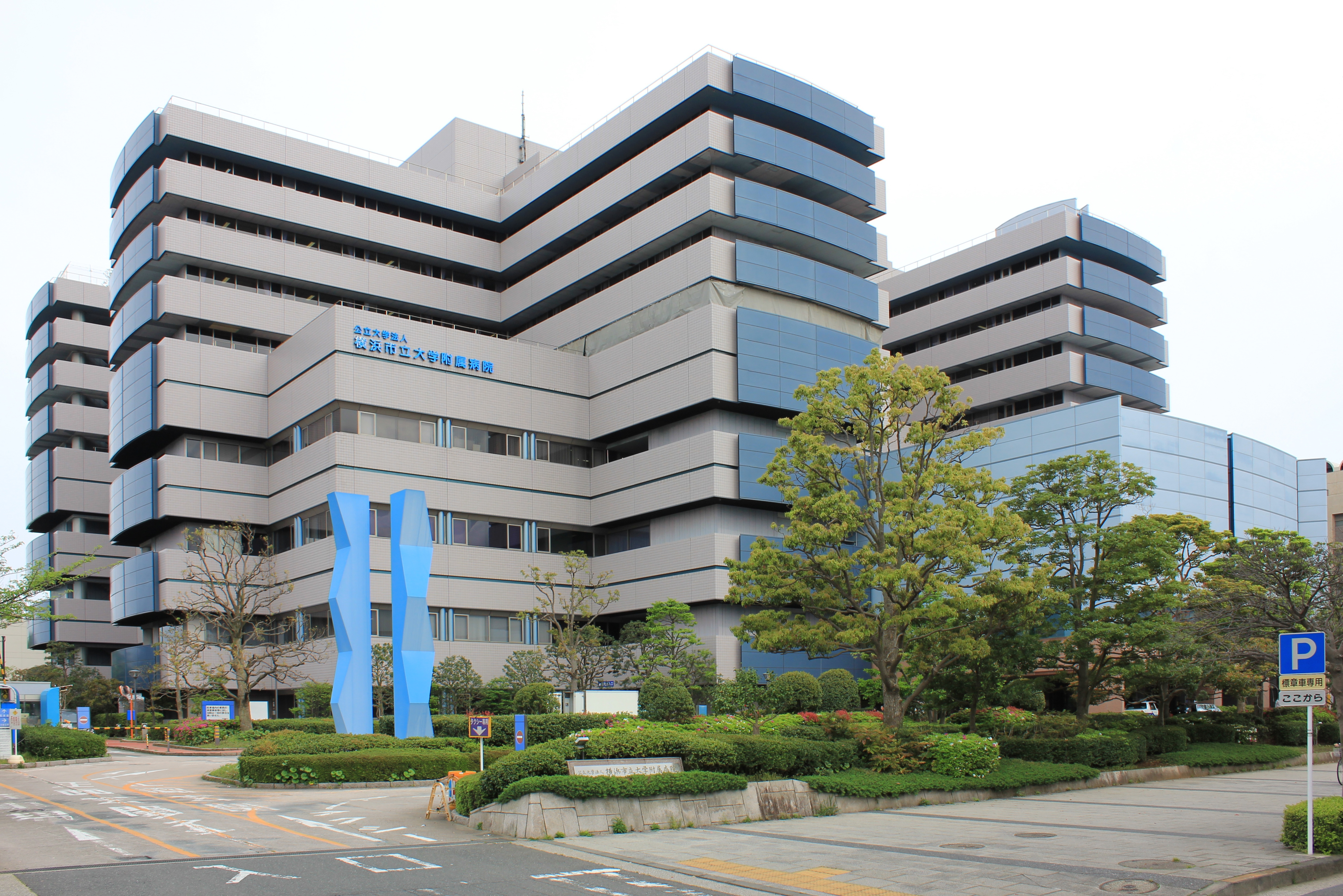
横滨市立大学附属医院
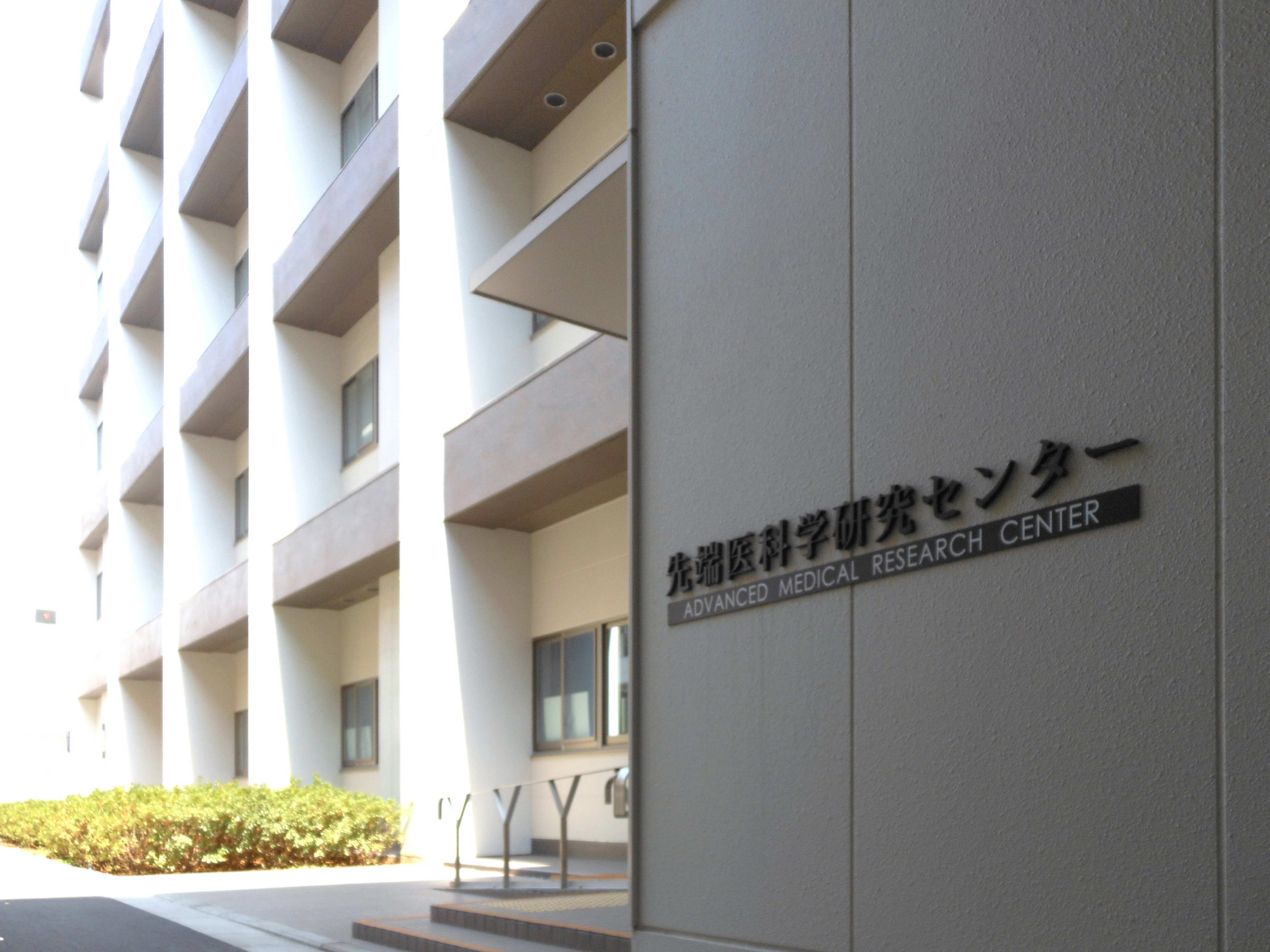
先端医科学研究中心

### 鹤见校区
鹤见校区位于神奈川县横浜市鹤见区末广町1-7-29，由学部改组前的国际综合科学部（理学系生命医科学学科）和2019年4月新设的理学部使用。
除讲义楼和试验楼外，理化学研究所和NMR楼均位于该校区内。

### 舞冈校区
舞冈校区位于神奈川县横浜市戶塚区舞冈町641-12，由学部改组前的国际综合科学部（理学系生命环境学科）和2019年4月新设的理学部使用。
木原生物学研究所设置于该校区内。

## 學部
- 國際綜合科學部國際綜合科學科
  - 國際教養學系
    - 人類科學組
    - 國際文化創造組

  - 理學系
    - 基盤科學組
    - 環境生命組

  - 經營科學系
    - 政策經營組
    - 國際經營組

  - 融合領域
    - 橫濱起業戰略組
- 醫學部
  - 醫學科
  - 看護學科

## 大學院
- 國際綜合科學研究科
- 醫學研究科

## 知名校友
- 田中毅 (富士重工業)：富士重工業第八任社長。
- 平井堅：歌手。
- 馳星周：小說家。
- 吉俁良：作曲家。
- 櫻島麻衣：女演员。

## 外部連結
- 橫濱市立大學網站 （页面存档备份，存于）